# Schorn (Pöttmes)
Schorn ist ein Ortsteil des Marktes Pöttmes im Landkreis Aichach-Friedberg, der zum Regierungsbezirk Schwaben in Bayern gehört. In der gleichnamigen Gemarkung liegen auch die Einöden Abenberg und Bleitzhof.

## Geographie
Das Pfarrdorf Schorn liegt nördlich von Pöttmes auf den flachen tertiären Höhen der Aindlinger Terrassentreppe am Südwestrand des Donaumooses. Naturräumlich gehört es also zur Donau-Iller-Lech-Platte, die wiederum Teil des Alpenvorlandes ist, eine der Naturräumlichen Haupteinheiten Deutschlands. Der Einödhof Abenberg nordöstlich von Schorn liegt bereits im Donaumoos, der Bleitzhof westlich von Schorn mitten im Hügelland.
Der Ort liegt direkt östlich der nordsüdlich verlaufenden Staatsstraße 2035 von Neuburg an der Donau nach Augsburg.

## Geschichte
Erstmals wird Schorn 1217 als Schörren erwähnt, später dann immer wieder als Schoren oder Scharren und schließlich – in den Urkunden ab 1752 – als Schorn.

Ursprünglich war Schorn ein königlicher Maierhof, also ein Königshof. In den Jahrhunderten bis Mitte des 15. Jahrhunderts erwarb das Kloster St. Mang immer mehr Besitztümer in Schorn, verlieh die Höfe jedoch an die örtlichen Bauern. Der alte Schorner Königshof wurde der Amts- und Bauhof des Klosters.

1460 verkaufte das Kloster sämtliche Besitzungen in Schorn an den Aichacher Bürger Hans Schorer (später Schorrer, dann Scharrer), der bereits ein Eigengut in Schorn besaß (worauf sich auch sein Familienname beziehen könnte). Hans Scharrer wird 1466 als Landrichter zu Aichach genannt. 1470 war Schorn Hofmark, die Vogtrechte wurden allerdings noch von den Gumppenbergern aus Pöttmes beansprucht.

Die Familie der Scharrer baute die Hofmark in ein Schloss um. Ab 1637 hatten zahlreiche Besitzer bürgerlicher und adeliger Herkunft Schloss und Hofmark Schorn inne, bis sie 1886 durch Erbschaft an die Freiherren von Herman fiel, die es heute noch besitzen.

Ursprünglich handelte es sich bei der Pfarrkirche Sankt Magnus in Schorn um eine Gründung des namengebenden Klosters Sankt Mang in Füssen. Später nach dem Verkauf waren sämtliche Rechte über die Pfarrkirche mit der Hofmark verbunden. 1830 verzichteten die Hofmarksinhaber auf ihr Patronatsrecht. In der Kirche befinden sich zahlreiche Epitaphien ehemaliger Hofmarksherren. Die ehemals selbstständige Pfarrei war zeitweise Filiale von Pöttmes und dann von Walda; jetzt gehört sie zur Pfarreiengemeinschaft Pöttmes im Bistum Augsburg.

Bis zum 1. Juli 1972 gehörte Schorn als selbstständige Gemeinde zum Landkreis Neuburg an der Donau und fiel dann mit der Gebietsreform in Bayern an den Landkreis Augsburg-Ost, der seit dem 1. Mai 1973 den Namen Landkreis Aichach-Friedberg trägt. Am 1. Juli 1972 wurde Schorn in den Markt Pöttmes eingemeindet.

## Sehenswürdigkeiten
- Pfarrkirche Sankt Magnus
- Schloss Schorn
- Abschnittsbefestigung Schorn

Siehe auch: Liste der Baudenkmäler in Schorn